# Bénéjacq
Bénéjacq – miejscowość i gmina we Francji, w regionie Nowa Akwitania, w departamencie Pireneje Atlantyckie.
Według danych na rok 1990 gminę zamieszkiwało 1587 osób, a gęstość zaludnienia wynosiła 93 osób/km² (wśród 2290 gmin Akwitanii Bénéjacq plasuje się na 266. miejscu pod względem liczby ludności, natomiast pod względem powierzchni na miejscu 652.).